# Ellbach (Isar)
Der Ellbach ist ein Fluss im Landkreis Bad Tölz-Wolfratshausen.

## Verlauf
Der Ellbach entsteht im Naturschutzgebiet Ellbach- und Kirchseemoor bei Mühlberg, fließt in südwestwärtiger Richtung nach Bad Tölz. Dort tritt er bei Eichmühle in einen Graben ein, von dem im weiteren Verlauf ein zweiter Mündungsarm, der Rehgraben abzweigt. In Bad Tölz verläuft der Bach teilweise kanalisiert bis zu seiner Mündung von rechts in die Isar. 